# センター (バスケットボール)
センター（Center; C）は、バスケットボールのポジションの呼び名。ポジション名を番号では「5番」と呼ぶ。

## 概説
主としてゴール近辺でのオフェンス、ディフェンスを担う。5つあるバスケットボールのポジションのうち、センターの選手は多くの場合ゴールに最も近い位置でプレーする役割を果たす。バスケットボールのゴールは床から3.05メートル（≒10フィート）の高さにあるため、長身でジャンプ力のある選手がセンターとしては有利である。ゴール近くでのシュートは長距離のシュートより成功確率が高いため、ゴール近辺では自ずと選手同士の接触が増える。そのため、肉体的な強靭さもセンターの選手には期待される。
オフェンスにおいてはゴール近辺での得点、あるいはゴール近くに相手選手を引きつけて味方選手が得点するチャンスを作る役目を負う。ディフェンスではゴール近くで相手選手の得点を防ぐことが求められる。相手選手のシュートボールを手で直接防ぐブロックショットもセンターに期待されるプレーである。攻守においてリバウンド（シュートが外れたボール）を得ることもセンターの選手に要求される。
NBAにおいては初期から長らく花形ポジションの座にあり、現在では考えられないような個人記録の多くはセンタープレーヤーによるものである。近年ではガードやフォワードに主役の座を譲りつつある。
近年にはポジションの役割を明確に区別しない傾向もあるため、フォワード（スモールフォワード、パワーフォワード）の役割も受け持ったり（または重なる）、センターが複数存在する場合もある。このポジションのボーダーレス化に伴い、仕事場をゴール周辺に限定せず、外からのシュートも打てるヨーロッパ型のセンターが増加傾向にある。

## 歴史
1937年まで、バスケットボールのルールでは得点の度にコート中央でジャンプボールを行うことが定められていた。そのため、長身でジャンプ力のある選手を持つチームが有利だった。この時代にジャンプボールを任された選手が現在のセンターの起源に当たる。
この頃までのバスケットボールでは、最も長身な選手でも身長1.80メートルかせいぜい1.90メートルほどだった。これは現代のプロバスケットボールではポイントガードの身長である。1930年代の大学バスケットボールで活躍したムース・クラウスは1.90メートルで、やや後の時代に「オリジナル・セルティックス」の選手だったクリス・レナードやジョー・ラプチックは1.92メートルを超えなかった。この時代には身長2メートルを超える選手は実質的におらず、そのような選手はバスケットボールには不向きであると考えられていた。
1940年代以降になると、身長2.10メートルに近いセンターの選手が現れ始めた。ジョージ・マイカンやボブ・カーランドのような有力なセンターたちは相手選手の放ったシュートボールをバスケットの直前で弾き、シュートを阻止した。カーランドはプロの世界には進まなかったが、マイカンはNBAのミネアポリス・レイカーズに入団し、3連覇を含む5度の優勝に貢献した。
両選手は当時としては非常に有力な選手で、大学のバスケットボールではシュートのブロックに制限を加えるためにゴールテンディングのルールを設けなければならなかった。またNBAではマイカンを擁するチームがあまりに有利にならないようにゴール下の制限区域を12フィート（≒3.6メートル）まで拡大した。これらのルール変更はやがて国際バスケットボールにも導入された。
1950年代と1960年代には、ディフェンスに長けたビル・ラッセルや得点能力の高いウィルト・チェンバレンなどのセンターが活躍した。1962年にチェンバレンは100得点を達成するなどセンターの影響力は強まる一方で、NBAはゴール下の制限区域を16フィート（≒4.8メートル）まで拡大した。続く1970年代にはカリーム・アブドゥル＝ジャバーが現れた。ラッセルは身長2.08メートルだったが、チェンバレンやアブドゥル＝ジャバーはそれぞれ2.16メートル、2.18メートルの長身だった。
これらのセンターたちは試合の趨勢に大きく影響を及ぼす選手であり、多くのチームはセンターを重視したチーム作りを行った。1980年代以降にマジック・ジョンソンやラリー・バード、マイケル・ジョーダンなどフォワード、ガードの選手が時代の主役となったが、アキーム・オラジュワン、パトリック・ユーイング、デビッド・ロビンソンらセンターは依然重要な存在だった。
アメリカ合衆国、そして日本でもセンターの選手はゴール近辺でのプレーを前提として練習を重ねることがよくあるが、アメリカ国外では異なるタイプのセンターが知られるようになった。リトアニア出身のアルヴィーダス・サボニスは2.21メートルの身長だったが、外郭のシュートやパスを得意とした。
この傾向は21世紀になってより顕著になったが、一方で圧倒的なパワーでペイントエリア内を支配するシャキール・オニールが強烈な存在感を示しロサンゼルス・レイカーズで3連覇を達成した。オニールに対抗できるセンターは現れず、多くのチームはフォワード、ガードを中心としたチーム作りを行った。しかし、現代でも長身の選手を持つことがチームにとって有利であることに変わりはなく、身長が2.13メートル、すなわち7フィートを超える選手は「セブンフッター」と呼ばれ、多くのチームが獲得を試みようとする。2004年にドワイト・ハワードが入団してから徐々にリーグを代表するセンターに成長し、2008, 2009年のオールスターファン投票でセンター部門第一位となり、特に2009年のオールスターファン投票では、史上最多得票となる315万181票を獲得した。